# 步行

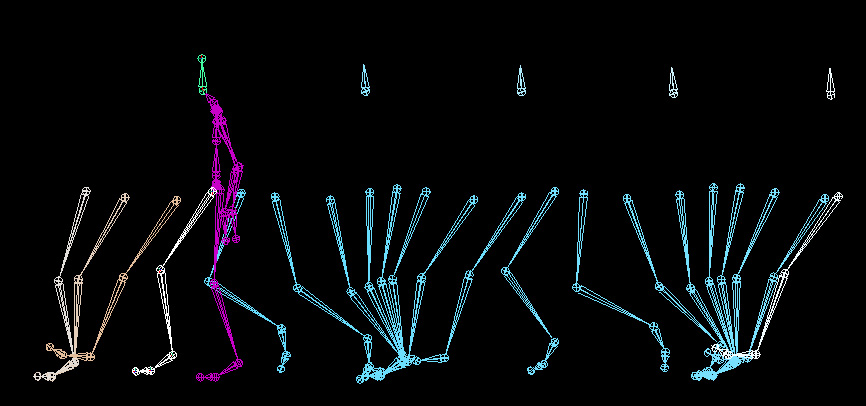
計算機模擬的人類步行模型。在此模型中，頭部始終保持同一高度，而臀部遵循正弦曲線移動。

步行，是有腿動物進行動物運動的主要步態之一，通常比跑步和其他步態慢。步行被定義為一種「倒單擺」的步態。在這種步態中，每走一步上身體都要拱起腳才能前進。步行不分肢的數量，即使是有超過一對足的節肢動物也可以步行。人類的步行有時也定義為隨時保持一隻腳在地上的移動方式，若兩腳同時離地則稱為跑步或跳躍。

## 起源
根據理論，四足動物之間的“行走”源於水下。例如蝟鰩（Leucoraja erinacea），是底層區魚類群落的一員，可以用它們的腹鰭以推離海底。早在4.2億年前，它們就進化出特有的神經機制以推動自己前進，這比脊椎動物踏上陸地要早。呼吸空氣的魚類在水下用鰭“行走”，隨後產生像提塔利克魚屬這樣可以上陸的脊椎動物，之後再進化出生活在陸地上靠四肢行走的生物。陸生四足動物理論上只有一個起源，四肢演化自魚鰭，而節肢動物和它們的近親，特別是在昆蟲、多足綱動物、螯蝦、緩步動物、甲狀旁腺動物和甲殼類動物，已被認為曾多次獨立進化了行走。
鳥類、大穿山甲、人類、以及一些肉食性恐龍獨立演化出二足步行，有些蜥蜴在高速跑步時也只用二足，袋鼠和跳鼠用二足跳躍移動。目前認為人類的二足步行始於約400萬年前的南猿。從肯尼亞古海岸發現的腳印來看，人們認為在150萬年前現代人類的祖先很可能以與現在非常相似的方式行走。

## 在不同動物中

### 人類

埃德沃德·邁布里奇所攝的人類步行週期

人類通過「雙擺」的策略而完成步行。在向前運動期間，腿離開地面從臀部向前擺動，這是第一次擺動。之後腿部隨腳跟撞擊地面，並以「倒單擺」的動作滾動到腳趾，這是第二次擺動。由於兩條腿的運動協調一致，因此一隻腳或另一隻腳始終與地面接觸。通過利用鍾擺力和地面反作用力，步行過程中可節省約40％的能量。
對人類而言，大多數嬰兒在九到十六個月間開始學走，而平均老年人步行的速度是3.2 km/h ~ 3.9 km/h，年輕人則為3.75 km/h ~ 5.43 km/h。

### 馬

馬的步態

馬的步態為四拍式步態，平均每小時行約6.4公里。步行時，馬的腿以「左後腿-左前腿-右後腿-右前腿」的順序、以規則的1-2-3-4節拍運動。步行時，除非將重量從一隻腳轉移到另一隻腳，馬總是將一隻腳抬起，另一隻腳放在地上。馬的頭部和頸部略微上下運動，以協助保持平衡。

### 大象

一頭行走的亞洲象

大象可以前後移動，但不能小跑、跳躍或飛奔。在陸地上行走時，牠們只使用兩種步態：步行和類似於跑步的更快步態。大象步行時，腿像擺錘一樣；象腳放在地上時，臀部和肩部會上升或下降。快速移動的大象似乎用前腿“跑”，但用後腿“行走”。儘管大象快速移動時的姿態很像其他奔跑的動物，由於沒有“空中階段”，大象仍為步行狀態。大象快速移動時可達約18公里/小時的最高速度。

## 對健康的影響

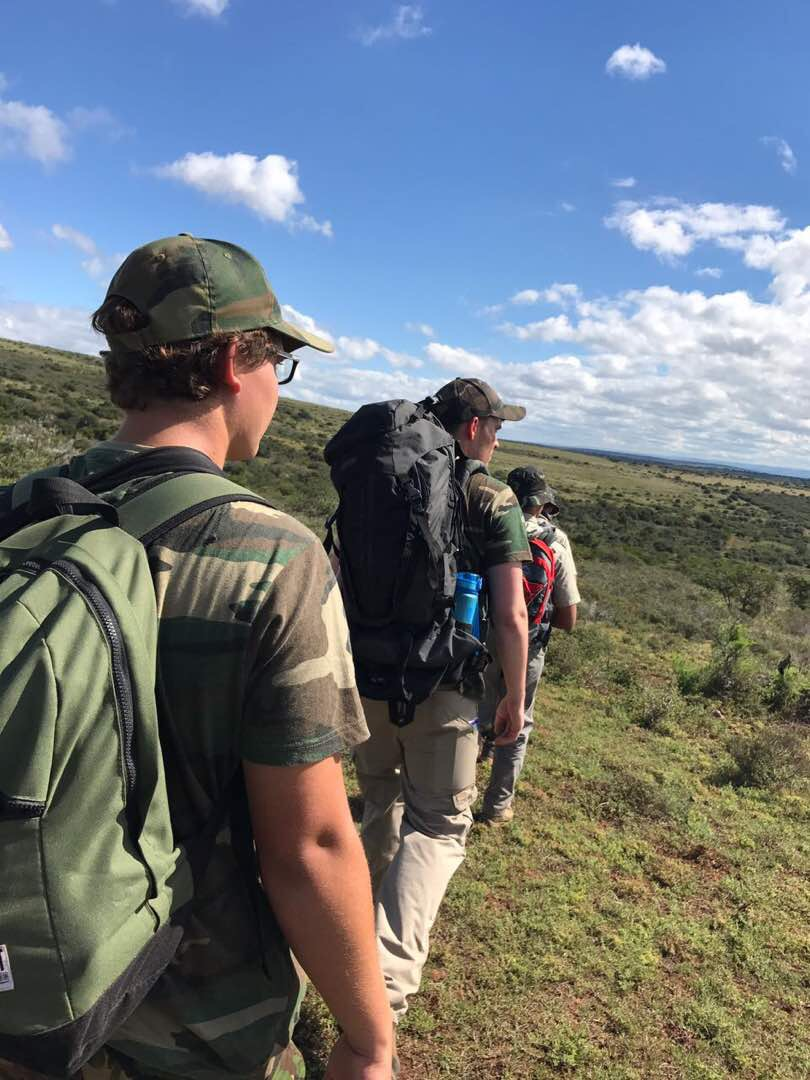
研究表明經常步行的人身體會更健康

如可以持久的每周五天、每天走路三十至六十分鐘，再加上正確的姿勢走路的話，身體會更健康。定期步行可以提高自信、耐力、精力、減肥能力和預期壽命，並減輕精神壓力。亦有研究表明步行可以降低發作冠心病、中風、糖尿病、高血壓、腸癌和骨質疏鬆症的風險。有研究表明，步行除了具有身體上的益處外亦對大腦有益，可以提高記憶力，學習能力，專注力和抽象推理程度。長期步行的人癌症和心臟病的機會可稍微降低，而壽命也會有所增加。步行還會令骨骼更加健康，特別是胯骨，另外還可降低低密度脂蛋白，並增加高密度脂蛋白。